# Campeonato Português de Hóquei em Patins de 1984–85
O Campeonato Português de Hóquei de Patins de 1984-85  foi a 45ª edição do principal escalão da modalidade em Portugal. 
Num campeonato disputado por 16 equipas, o FC Porto conseguiu um feito inédito na sua história na época e conseguia o seu terceiro campeonato na história e de forma consecutiva.

## Estrutura da Competição
- 16 Equipas
- 30 jornadas divididas em duas voltas de 15 jornadas
- Campeão apura-se para a Taça dos Campeões Europeus (TCE)
- Vencedor da Taça apura-se para a Taça dos Clubes Vencedores de Taças (TCVT)
- Três melhores classificados, fora da TCE e TCVT, apuram-se para a Taça CERS
- Três últimos despromovidos para a Segunda Divisão
- Pontuação: 3 pontos por vitória, 2 pontos por empate e 1 ponto por derrota

## Equipas Participantes
| Equipa             | Localidade             |
| ------------------ | ---------------------- |
| FC Porto           | Porto                  |
| Sporting CP        | Lisboa                 |
| Juventude de Viana | Viana do Castelo       |
| SL Benfica         | Lisboa                 |
| AD Sanjoanense     | São João da Madeira    |
| Belenenses         | Lisboa                 |
| GD Sesimbra        | Sesimbra               |
| Sporting Tomar     | Tomar                  |
| CD Paço de Arcos   | Paço de Arcos          |
| AD Oeiras          | Oeiras                 |
| AA Amadora         | Amadora                |
| UD Oliveirense     | Oliveira de Azeméis    |
| Famalicense AC     | Vila Nova de Famalicão |
| AD Valongo         | Valongo                |
| HC Turquel         | Turquel                |
| GDS Cascais        | Cascais                |

## Classificação Final
| Pos | Equipa             | J  | V  | E | D  | GM  | GS  | Diff | Pts | Qualificação/Despromoção     |
| --- | ------------------ | -- | -- | - | -- | --- | --- | ---- | --- | ---------------------------- |
| 1   | FC Porto           | 30 | 26 | 3 | 1  | 214 | 105 | +109 | 85  | Taça dos Campeões Europeus   |
| 2   | Sporting CP        | 30 | 25 | 1 | 4  | 186 | 91  | +95  | 81  | Taça dos Vencedores de Taças |
| 3   | AD Sanjoanense     | 30 | 19 | 3 | 8  | 158 | 108 | +50  | 71  | Taça dos Vencedores de Taças |
| 4   | GDS Cascais        | 30 | 18 | 3 | 9  | 153 | 117 | +36  | 69  |                              |
| 5   | GD Sesimbra        | 30 | 15 | 1 | 14 | 169 | 155 | +14  | 61  | Taça CERS                    |
| 6   | SL Benfica         | 30 | 14 | 3 | 13 | 201 | 169 | +32  | 61  | Taça CERS                    |
| 7   | Juventude de Viana | 30 | 14 | 2 | 14 | 134 | 150 | -16  | 60  |                              |
| 8   | Sporting Tomar     | 30 | 14 | 2 | 14 | 150 | 167 | -17  | 60  |                              |
| 9   | CD Paço de Arcos   | 30 | 14 | 2 | 14 | 146 | 152 | -6   | 60  |                              |
| 10  | UD Oliveirense     | 30 | 13 | 3 | 14 | 119 | 126 | -7   | 59  |                              |
| 11  | AA Amadora         | 30 | 13 | 3 | 14 | 153 | 146 | +7   | 59  |                              |
| 12  | Famalicense AC     | 30 | 10 | 4 | 16 | 99  | 112 | -13  | 54  |                              |
| 13  | Belenenses         | 30 | 8  | 1 | 21 | 129 | 212 | -83  | 47  |                              |
| 14  | HC Turquel         | 30 | 8  | 0 | 22 | 110 | 164 | -54  | 46  | II Divisão                   |
| 15  | AD Oeiras          | 30 | 7  | 1 | 22 | 114 | 188 | -74  | 45  | II Divisão                   |
| 16  | AD Valongo         | 30 | 4  | 4 | 22 | 96  | 169 | -73  | 42  | II Divisão                   |

Fonte: 
| Campeão Nacional 1984/1985 |
| -------------------------- |
| FC Porto 3.° Título        |